# كليركس (باد كاليه)
كليركس، باد كاليه (بالفرنسية: Clerques)‏ هي بلدية تقع في إقليم باد كاليه من منطقة نور با دو كاليه في شمال فرنسا. تبلغ مساحة هذه المدينة 6.39 (كم²)، وترتفع عن سطح البحر 47 م، يبلغ عدد سكانها 213 نسمة حسب إحصاء المعهد الوطني للإحصاء والدراسات الاقتصادية سنة 2009 م. وترأس Marc Garenaux البلدية خلال فترة (2008-2014).